# The Wolf Bites Back
The Wolf Bites Back è il nono album della band inglese heavy metal Orange Goblin pubblicato nel 2018 dall'etichetta Candlelight Records.

## Tracce
1. Sons of Salem – 2:56
2. The Wolf Bites Back – 4:29
3. Renegade – 3:29
4. Swords of Fire – 4:33
5. Ghosts of the Primitives – 5:23
6. In Bocca al Lupo – 2:19
7. Suicide Division – 2:01
8. The Stranger – 5:38
9. Burn the Ships – 4:41
10. Zeitgeist – 5:01

## Formazione
- Ben Ward – voce
- Joe Hoare – chitarra / tastiere
- Martyn Millard - basso
- Christopher Turner – batteria